# Liste inselkeltischer Mythen und Sagen

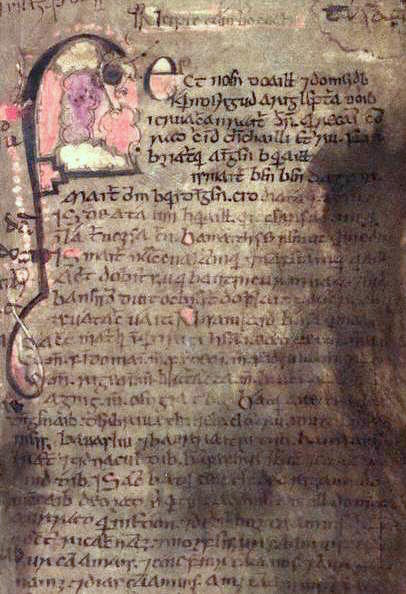
Eine Seite des Lebor Laignech, einem der bedeutendsten mittelalterlichen Sammelwerke der irischen Mythologie

Mythen und Sagen sind aus dem gesamten einst keltischen Raum lediglich von den Inselkelten, also den Bewohnern der Britischen Inseln, überliefert. Seit dem Frühmittelalter wurden sie in diesem Bereich zumeist von Mönchen teils in Gälisch (Irland) oder Kymrisch (Wales), teils in Latein aufgezeichnet. Die schottisch-gälischen Legenden sind gesungene Balladen, die bis ins 20. Jahrhundert noch zu hören waren; mit dem Rückgang der schottisch-gälischen Sprache in Europa sind sie nahezu verschwunden. Die Ursprünge aller Mythen und Sagen sind lokal in mündlicher Form überliefert, wenngleich einige von ihnen in mehreren Regionen der britischen Inseln ihre (wechselnden) Handlungsorte haben. Die regionale Zuordnung der Mythen ist unter dem Gesichtspunkt zu sehen, dass eine saubere Trennung auf Basis der neuzeitlichen Einzelstaaten England, Schottland und Wales sowie Nordirland und Republik Irland nicht den historischen Regionen entsprechen kann. So sind einerseits Irland, andererseits Wales und Britannien zusammengefasst, wobei Britannien für den Teil der britischen Insel steht, der ungefähr dem heutigen England entspricht. Diese Mythen wurden oftmals in Sammelwerken zusammengefasst, deren Name sich manchmal von Material und Farbe des Einbandes herleitet.
Die in Latein überlieferten Werke sind hier nur vermerkt, wenn sie thematisch zur Keltischen Mythologie passen (deshalb sind hier beispielsweise keine Heiligenviten zu finden, außer die in Gälisch oder Kymrisch tradierten).

„Von den Festlandskelten kennen wir (zum Teil wenigstens) die Religion, aber keine Mythologie, wogegen die Inselkelten die Mythologie in einer Zeit literarisch gestalteten, als die zugrundeliegende Religion nicht mehr existierte.“

## Mythen und Sagen aus Irland
Kategorien der Sagenkreise
Bei den meisten irischen Sagen wird bereits durch das erste Wort des Titels der Leser informiert, in welche Kategorie die Erzählung einzureihen ist. Diese sind häufig:
- aided [’aðʴeð] – gewaltsamer Tod von Mensch oder Tier
- aisling [’aʃlʴiŋʴ] – Vision im Traum, Traumgesicht
- aithed [’aθʴeð] – Flucht eines Mädchens oder einer Frau mit ihrem Liebhaber
- baile [’balʴe], auch buile – Vision, Weissagung in Ekstase oder Wahnsinn
- cath [kaθ] – Kampf oder Schlacht
- compert [’kombʴeRt] – Zeugung und/oder Geburt
- echtrae [’extre] – abenteuerliche Reise, Abenteuer in mythischen Regionen
- immram [’imrav] – „das Rudern“, Seefahrt, Seereise zu mythischen Inseln o. ä.
- macgnímartha / macgnímrada ['makɣʼnʼiːvraða] – Knaben-/Jugendtaten von Helden
- orgain [’orginʴ] – Ermordung von Menschen oder Verwüstung von Orten
- scéla [’ʃkʴeːla] – Geschichte, Erzählung (siehe auch Remscéla)
- táin [taːnʴ] – Wegtreiben von Vieh
- tochmarc [’toxmark] – Brautwerbung, Brautfahrt
- togail [’toɣalʴ] – Belagerung oder Zerstörung einer Festung

Es kommen jedoch auch Sagen vor, welche eine alleinige Kategorie bilden, wie beispielsweise acallam ([’agaLav] – Unterredung, Gespräch). Ob es hier ebenfalls mehrere Sagen gibt, diese jedoch verschollen sind, ist unklar. Bekannte Sagen sind im Folgenden gelistet.
| Titel                                           | Übersetzung                                                | Inhalt |
| ----------------------------------------------- | ---------------------------------------------------------- | --- |
| Acallam na Senórach                             | Die Unterredung der Alten                                  | Begegnung zwischen mythischen Helden und dem heiligen Patrick von Irland                                         |
| Aided Cheit maic Mágach                         | Der Tod des Cet mac Mágach                                 | Kampf Conall Cernachs mit Cet mac Mágach und Bélchús Verrat und Tod                                              |
| Aided Cheltchair maic Uthechair                 | Der Tod Celtchars, des Sohnes Uthechars                    | Celtchar mac Uthechairs Sühnetaten für die Tötung Blaís                                                          |
| Aided Chlainne Tuirenn                          | Der Tod der Kinder Tuirenns                                | Rache Lugs an den Söhnen Tuirenns für die Ermordung seines Vaters Cian                                           |
| Aided Chonchobuir                               | der Tod Conchobors                                         | Tod Conchobors durch die Hand Cet mac Mágachs                                                                    |
| Aided Chon Culainn                              | Der Tod Cú Chulainns                                       | Ermordung Cú Chulainns und Conall Cernachs Rache an den Tätern                                                   |
| Aided Loegairi Buadaig                          | Der Tod Loegaires des Siegreichen                          | Loegaire Buadachs Tod beim Versuch, Aed mac Ainninne zu retten                                                   |
| Aided Muirchertaig meic Erca                    | Der Tod Muirchertachs, des Sohnes Ercs                     | Muirchertach mac Ercas Strafe für seinen Ehebruch mit Sín                                                        |
| Aided Oenfir Aífe                               | Der Tod von Aífes einzigem Sohn                            | Zweikampf Cú Chulainns mit seinem Sohn Connla und dessen Tod                                                     |
| Airne Fingein                                   | Fingeins Nachtwache                                        | eine Fee prophezeit Fingein mac Luchta                                                                           |
| Aislinge Meic Chon Glinne                       | Der Traum des Mac Con Glinne                               | Parodie auf das Klosterleben und die Jenseitsvisionen                                                            |
| Aislinge Oenguso                                | Oengus’ Traumgesicht                                       | Remscéla der Táin Bó Cuailnge über Oengus’ Suche nach seiner geträumten Frau                                     |
| Amra Choluim Chille                             | Lobpreis Colum Cilles                                      | Gedicht auf den Klostergründer Columban von Iona (Colum Cille)                                                   |
| Baile Binnbérlach mac Buain                     | Baile mit der schönen Stimme, der Sohn Buans               | unerfüllte Liebe zwischen Baile und Ailinn                                                                       |
| Baile in Scáil                                  | Die Weissagung des Phantoms                                | Blick Conn Cétchathachs in die Zukunft seines Geschlechtes                                                       |
| Bóruma oder Bórama                              | Der Tribut                                                 | Kampf um den Tribut der Provinz Leinster an die Ui Néill                                                         |
| Buile Suibne                                    | Suibnes Wahnsinn                                           | Suibnes Wahnsinn in der Schlacht und sein Tod im Kloster                                                         |
| Caithréim Cellaig                               | Die Laufbahn Cellachs                                      | Cellachs Weg vom Mönch über den Thron von Connacht zum Bischof                                                   |
| Cath Étair                                      | Die Schlacht von Étar                                      | Belagerung von Etar, Tod Mes Gegras durch Conall Cernach                                                         |
| Cath Finntrágha                                 | Die Schlacht von Ventry                                    | Verteidigung Irlands durch Fionn mac Cumhaill und seine Fianna gegen den „König der Welt“                        |
| Cath Maige Mucrama                              | Die Schlacht von Mag Mucrama                               | Lugaid mac Cons Kampf um den Thron von Irland und seine Ermordung durch Ailill Aulom                             |
| Cath Maige Rátha                                | Die Schlacht von Mag Ráth                                  | Krieg Congal Claens gegen den Hochkönig Domnall mac Aeda                                                         |
| Cath Maige Tuired                               | Die Schlacht von Mag Tuired                                | Kriege der Túatha Dé Danann gegen Firbolg und Fomori                                                             |
| Compert Conchobuir                              | Conchobars Empfängnis                                      | Cathbads Kampf um Asa (Ni-Asa) und die Zeugung Conchobar mac Nessas                                              |
| Compert Con Chulainn                            | Cú Chulainns Empfängnis                                    | Schwangerschaft von Conchobar mac Nessas Tochter und Geburt von Setanta/Cú Chulainn                              |
| Compert Mongáin ocus serc Duibe Lacha do Mongán | Mongáns Zeugung und Mongáns Liebe zu Dub Lacha             | Zeugung Mongáns, Manannans Sohn und seine Ehe mit Dub Lacha                                                      |
| De chophur in da muccida                        | Von der Verwandlung (?) der beiden Schweinehirten          | Remscéla der Táin Bó Cuailnge über die Verwandlung der beiden Hirten in die Stiere Donn Cuailnge und Findbennach |
| Duanaire Finn                                   | Finns Liederbuch                                           | Gedichte und Balladen aus dem Finn-Zyklus                                                                        |
| Eachtra an Mhadra Mhaoil                        | Die Abenteuer des Hundes mit den gestutzten Ohren          | Verfolgung eines bösen Ritters durch Balbhuaidh (Gawain)                                                         |
| Eachtra Mhacaoimhan-iolair                      | Die Abenteuer des Adlerknaben                              | Suche des Adlerknaben nach seiner Herkunft                                                                       |
| Echtra Cormaic i Tír Tairngire                  | Cormacs Reise in des Land der Hoffnung/Verheißung          | Cormac mac Airts Reise zu den Feen                                                                               |
| Eachtra Thaidhg Mhic Céin                       | Das Abenteuer von Tadhg mac Céin                           | Der Wortbruch von Tadhg mac Céins Sohn                                                                           |
| Echtra Fergusa maic Léte                        | Fergus mac Léites Abenteuer                                | Fergus mac Léites Kampf mit einem Meeresungeheuer                                                                |
| Echtrae Chonnlai                                | Connlas Abenteuer                                          | Conn Cétchathachs Sohn Connla und seine Liebe zu einer Fee                                                       |
| Echtrae Nerai                                   | Neras Abenteuer                                            | Remscéla der Táin Bó Cuailnge über Neras Warnung an die Bewohner von Cruachan                                    |
| Esnada Tige Buchet                              | Das Lied des Hauses Buchet                                 | Das Schicksal des gastfreundlichen Buchet von Leinster                                                           |
| Fingal Rónáin                                   | Rónáns Verwandtenmord                                      | Rónáns irrtümlicher Mord an seinem Sohn                                                                          |
| Fled Bricrenn                                   | Bricrius Fest                                              | Streit um den Ehrenplatz beim Fest zwischen Ulsters Helden                                                       |
| Fled Dúin na nGéd                               | Das Fest von Dún na nGéd                                   | Streit zwischen Domnall mac Aeda und Congal Claen                                                                |
| Fotha Catha Cnucha                              | Die Ursache der Schlacht von Cnucha                        | Tod Cumhall mac Basnas und Zeugung Fionn mac Cumhaills                                                           |
| Geneamuin Cormaic Ua Chuind                     | Die Geburt von Cormac mac Airt                             | Cormac mac Airts gesamtes Leben bis zum Tod                                                                      |
| Immacallam in dá Thuarad                        | Die Unterredung der beiden Weisen                          | Disput von Néde und Ferchertne um den Titel des obersten Dichters Irlands                                        |
| Immram Brain                                    | Brans Seefahrt                                             | Bran mac Febails mythische Reise zur Insel der Frauen                                                            |
| Immram Curaig Maíle Dúin                        | Die Fahrt des Bootes von Máel Dúin                         | Mael Dúins Reise zu einigen mythischen Inseln                                                                    |
| Lebor Gabála Érenn                              | Das Buch von der Einnahme Irlands                          | mythische Einwanderungswellen und Machtkämpfe um Irland                                                          |
| Longas mac nUislenn                             | Das Exil der Söhne Uislius                                 | Remscéla der Táin Bó Cuailnge über die Geschichte Deirdres                                                       |
| Macgnímartha Finn                               | Fionns Jugendtaten                                         | Erzählungen über Fionn mac Cumhaills Jugend, s. a. Aillén                                                        |
| Macgnímrada Con Culainn                         | Cú Chulainns Knabentaten                                   | Erzählung über Cú Chulainns Jugend im Táin Bó Cuailnge                                                           |
| Mesca Ulad                                      | Die Trunkenheit der Krieger von Ulster                     | Cú Roís Hinterlist gegen Conchobar mac Nessa                                                                     |
| Navigatio Sancti Brendani                       | Die Seereise Sankt Brendans (Latein)                       | Brendans Fahrt zu den mythischen Inseln                                                                          |
| Noínden Ulad, auch Ces Ulad                     | Die Schwäche der Ulter                                     | Verfehlung der Ulter gegen Macha und Gründung Emain Machas                                                       |
| Oidheadh Chlainne Lir                           | Die Geschichte der Kinder Lirs                             | Lirs Kinder werden in Schwäne verwandelt                                                                         |
| Orgain Denna Ríg                                | Das Morden von Dinn Ríg                                    | Labraid Moens Kampf um den Thron seines Vaters                                                                   |
| Scéla Cano meic Gartnáin                        | Die Geschichte von Cano, dem Sohn Gartnáns                 | Cano mac Gartnáins Abenteuer und unglückliche Liebe in Irland                                                    |
| Scéla Eogain agus Cormaic                       | Die Geschichte von Eogan und Cormac                        | Kindheit und Jugend Cormac mac Airts bis zum Antritt seiner Herrschaft                                           |
| Scéla mucce Meic Dathó                          | Die Geschichte von Mac Dathós Schwein                      | Streit der Helden Ulsters und Connachts um den Heldenbissen                                                      |
| Scél Tuain meic Chairill                        | Die Geschichte Tuans, des Sohnes Cairills                  | Verwandlungen Túan mac Cairills in der Zeit des Lebor Gabála Érenn                                               |
| Serglige Con Chulainn ocus oenét Emire          | Cú Chulainns Krankenlager und die einzige Eifersucht Emers | Cú Chulainns Liebeskrankheit und der Ehebruch mit Fand                                                           |
| Táin Bó Cuailnge                                | Das Wegtreiben der Rinder von Cooley                       | Heldentaten Cú Chulainns beim Krieg um den Stier Donn Cuailnge                                                   |
| Táin Bó Flidhais                                | Das Wegtreiben der Rinder von Flidais                      | Fergus mac Róichs Kampf um Flidais und ihre Wunderkuh                                                            |
| Táin Bó Froích                                  | Das Wegtreiben der Rinder Froechs                          | Remscéla der Táin Bó Cuailnge über die Erlebnisse Froechs                                                        |
| Tochmarc Becfola                                | Das Werben um Becfola                                      | Werbung König Diarmait mac Aeda Slaines um die Fee Becfola                                                       |
| Tochmarc Emire                                  | Das Werben um Emer                                         | Remscéla der Táin Bó Cuailnge über Cú Chulainns Werbung um Emer                                                  |
| Tochmarc Étaíne                                 | Das Werben um Étaín                                        | Fuamnachs Rache an ihrer Nebenbuhlerin Étaín                                                                     |
| Tochmarc Luaine acus aided Athirni              | Die Werbung Luaines und der Tod Athirnes                   | Conchobars Werbung um Luaine und Athirnes Ermordung                                                              |
| Togail Bruidne Da Derga                         | Die Zerstörung der Halle Da Dergas                         | Königsherrschaft und Untergang Conaire Mórs                                                                      |
| Tóragheacht Dhiarmaida agus Ghráinne            | Die Verfolgung von Diarmuid und Gráinne                    | Fionn mac Cumhaills Verfolgungsjagd Diarmuids und Gráinnes                                                       |

## Mythen und Sagen aus Wales und Britannien
Nach Bernhard Maier besteht in der walisischen Überlieferung eine immer wieder feststellbare Tendenz, nahezu alle älteren Erzählungen und deren Protagonisten nachträglich in den Artus-Sagenkreis einzubinden. Eine systematische Kategorisierung nach Themenkreisen wie in den irischen Überlieferungen ist allerdings im Kymrischen nicht feststellbar.
| Titel                                    | Übersetzung                           | Inhalt |
| ---------------------------------------- | ------------------------------------- | --- |
| Armes Prydein                            | Die Prophezeiung von Britannien       | politische Weissagungen im Llyfr Taliesin                                                                                 |
| Branwen ferch Llŷr                       | Branwen, die Tochter Llŷrs            | Branwens Leid in Irland, zweite Erzählung im Mabinogion                                                                   |
| Breuddwyd Macsen                         | Macsens Traum                         | Kaiser Macsen von Rom kämpft um die britische Prinzessin Elen Luyddawg                                                    |
| Breuddwyd Rhonabwy                       | Rhonabwys Traum                       | Rhonabwy begegnet im Traum einigen walisischen Sagenhelden                                                                |
| Cad Goddeu                               | Die Schlacht von Goddeu               | Kampf zwischen Gwydyon und Amaethon, im Llyfr Taliesin                                                                    |
| Culhwch ac Olwen                         | Culhwch und Olwen                     | Werbung Culhwchs um Olwen, die Tochter Ysbaddadens                                                                        |
| Cyfranc Lludd a Llefelys                 | Die Geschichte von Lludd und Llefelys | König Lludd von Britannien befreit mit Hilfe seines Bruders Llefelys sein Reich von drei Plagen (enthalten im Mabinogion) |
| Englynion Gereint                        | Die Strophen Gereints                 | Lieder auf den Sagenhelden Gereint                                                                                        |
| Englynion y Beddeu                       | Die Strophen der Gräber               | Gedichte über die Grabstätten berühmter Helden                                                                            |
| Englynion y Clyweid                      | Die Sprüche der Weisen                | Gedichtesammlung von Sinnsprüchen                                                                                         |
| Gelert                                   | Gelert (Hundename)                    | Wanderlegende über den „treuen Hund“                                                                                      |
| Gereint fab Erbin                        | Gereint, der Sohn des Erbin           | Brautfahrt und Zerwürfnisse Gereints mit Enid am Hofe von König Arthur                                                    |
| Hanes Taliesin                           | Die Geschichte Taliesins              | Jugend (als Gwion Bach) und Ruhm des Dichters Taliesin                                                                    |
| Iarlles y Ffynnawn                       | Die Herrin der Quelle                 | Kampf Owein fab Uriens mit dem Schwarzen Ritter                                                                           |
| Manawydan fab Llŷr                       | Manawydan, der Sohn Llŷrs             | Manawydans Kampf um Dyfed, dritte Erzählung im Mabinogion                                                                 |
| Math fab Mathonwy                        | Math, der Sohn Mathonwys              | Math, Llew Llaw Gyffes und Blodeuwedd, vierte Erzählung im Mabinogion                                                     |
| Melwas und Gwenhwyfar                    | ↔ kein kymrischer Titel               | zwei Gedichtfragmente, Streitgespräch zwischen Melwas, Kei und Gwenhwyfar                                                 |
| Pa ŵr yw’r porthor?                      | Wer ist der Torwächter?               | Dialog zwischen König Arthur und dem Torwächter Glewlwyd                                                                  |
| Peredur fab Efrawg                       | Peredur, der Sohn Efrawgs             | Wandlung Peredurs vom einfältige Toren zum geachteten Ritter am Hofe von König Arthur                                     |
| Preiddeu Annwfn                          | Die Beute aus Annwfn                  | Arthurlegende aus dem Llyfr Taliesin                                                                                      |
| Pwyll Pendefig Dyfed                     | Pwyll, Fürst von Dyfed                | Pwylls Reise in die Anderswelt und die Geburt von Pryderi, erste Erzählung im Mabinogion                                  |
| Von Arthurs Geburt und wie er König ward | ↔ kein kymrischer Titel               | Prosafragment über König Arthurs Jugend                                                                                   |
| Ymddiddan Arthur a’r Eryr                | Die Unterredung Arthurs mit dem Adler | Arthurs Gespräch mit seinem in einen Adler verwandelten Neffen                                                            |
| Ystoria Drystan                          | Eine Geschichte von Drystan           | Drystan fab Tallwchs Begegnung mit Arthur und Gawain                                                                      |

## Sprüche-Sammlungen und Glossare
Die hier genannten Rechtstexte usw. sind meist die einzige Überlieferung mancher zur Zeit des schriftlichen Festhaltens bereits veralteter und ungebräuchlicher altirischer Wörter oder Glossen.
| Titel                        | Übersetzung                                 | Zeit    | Inhalt |
| ---------------------------- | ------------------------------------------- | ------- | --- |
| Bretha Crólige               | Entscheidungen betreffs Blutvergießen       | -       | Bußtaxen bei Verwundungen, 3. Teil des Senchas Már                                                                 |
| Bretha Nemed                 | Entscheidungen von Nemed                    | 07. Jh. | Texte der Rechtsschule von Nemed                                                                                   |
| Cáin Adomnáin                | Adomnáns Canon                              | 07. Jh. | Gesetzestext zum Schutz von Frauen, Kindern und Klerikern                                                          |
| De duodecim abusivis saeculi | Über die zwölf Missstände der Welt (Latein) | 07. Jh. | Abhandlung über die Moral und das Recht (auch altirische Rechtsgrundsätze inkludiert)                              |
| Senchas Már                  | Große Überlieferung                         | 08. Jh. | Sammlung altirischer Rechtstexte                                                                                   |
| Críth Gablach                | Der gegabelte Kauf                          | 08. Jh. | Sammlung altirischer Rechtstexte                                                                                   |
| Audacht Morainn              | Moranns Vermächtnis                         | 08. Jh. | Sammlung von Lehrsprüchen des Richters Morann                                                                      |
| Tecosca Cormaic              | Cormacs Lehren                              | 08. Jh. | Sammlung von Lehrsprüchen Cormac mac Airts                                                                         |
| Gúbretha Caratniad           | Die falschen Urteilssprüche Caratnias       | 09. Jh. | vom üblichen irischen Recht abweichende Urteile                                                                    |
| Sanas Cormaic                | Cormacs Flüstern                            | 10. Jh. | Glossar von Rechts- und Dichterausdrücken, Orts- und Personennamen                                                 |
| Lebor na Cert                | Das Buch der Rechte                         | 11. Jh. | Aufzählung der Rechte und Pflichten des Königs von Cashel                                                          |
| Bansenchas                   | Überlieferungen von den Frauen              | 12. Jh. | Verzeichnis berühmter Frauen der Geschichte bis zum Lebor Gabála Érenn, Ulster-Zyklus und anderen irischen Annalen |
| Dindsenchas                  | Ortsnamentraditionen                        | 12. Jh. | Etymologie von Ortsnamen                                                                                           |
| Cóir Anmann                  | Das Richtige von den Namen                  | 14. Jh. | Personen- und Stammesnamen                                                                                         |
| Auraicept na nÉces           | Leitfaden für den gelehrten Dichter         | 14. Jh. | Geschichte der irischen Sprache und Schrift                                                                        |

## Sammelwerke aus Irland
| Titel                            | Übersetzung                | Zeit    | Inhalt                                                                                         |
| -------------------------------- | -------------------------- | ------- | ---------------------------------------------------------------------------------------------- |
| Lebor Dromma Snechta             | Das Buch von Druim Snechta | 08. Jh. | verschollen, nur in jüngeren Werken zitiert; auch unter dem Titel Cín Dromma Snechta („Heft…“) |
| Lebor na hUidre                  | Das Buch der dunklen Kuh   | 12. Jh. | Táin Bó Cuailnge und weitere                                                                   |
| Lebor Laignech                   | Das Buch von Leinster      | 12. Jh. | Lebor Gabála Érenn, Finn-Zyklus                                                                |
| Annals of Tigernach              | Annalen von Tigernach      | 12. Jh. | mittelalterliche Chronik Irlands von 807 v. Chr. bis 1178 n. Chr.                              |
| Leabhar Buidhe Lecain            | Das Gelbe Buch von Lecan   | 14. Jh. | Sagensammlung                                                                                  |
| Leabhar Mór Leacain              | Das große Buch von Lecan   | 14. Jh. | Sammelwerk mehrerer irischer Manuskripte                                                       |
| Leabhar Bhaile an Mhóta          | Das Buch von Ballymote     | 14. Jh. | Sagensammlung                                                                                  |
| Annala Uladh                     | Annalen von Ulster         | 15. Jh. | mittelalterliche Chronik Irlands von 431 bis 1541                                              |
| Leabhar Mhic Cárthaigh Riabhaigh | Das Buch von Lismore       | 15. Jh. | Sammelwerk mehrerer irischer Manuskripte                                                       |
| Foras feasa ar Éirinn            | Geschichte Irlands         | 17. Jh. | Landesgeschichte von der Landnahme bis zur englischen Eroberung                                |
| Annála Ríoghdhachta Éireann      | Annalen der vier Meister   | 17. Jh. | mittelalterliche Chronik Irlands                                                               |

## Sammelwerke aus Wales und Britannien
| Titel                     | Übersetzung                                    | Zeit    | Inhalt                                                                        |
| ------------------------- | ---------------------------------------------- | ------- | ----------------------------------------------------------------------------- |
| Historia Brittonum        | Geschichte der Briten (Latein)                 | 09. Jh. | Geschichte Britanniens und Irlands (Lebor Gabála Érenn)                       |
| Canu Heledd               | Heledds Gesang                                 | 10. Jh. | Gedichtzyklus über das Schicksal Heledds                                      |
| Pedeir Ceinc y Mabinogi   | Die Vier Zweige des Mabinogi                   | 11. Jh. | die vier ursprünglichen Erzählungen des Mabinogion                            |
| Historia Regum Britanniae | Die Geschichte der Könige Britanniens (Latein) | 12. Jh. | siehe Brut y Brenhinedd                                                       |
| Annales Cambriae          | Walisische Annalen (Latein)                    | 12. Jh. | Annalen vom 5. bis zum 10. Jh.                                                |
| Y Tair Rhamant            | Die drei Romancen                              | 12. Jh. | Iarlles y Ffynnawn, Peredur fab Efrawg, Gereint fab Erbin                     |
| Llyfr Du Caerfyrddin      | Das Schwarze Buch von Carmarthen               | 13. Jh. | Merlin-Tradition, Kaiser Arthur                                               |
| Y Gododdin                | „Die Gododdin“ Aneirins                        | 13. Jh. | Kampf der Nordbritannier gegen Sachsen, Goidelen und Pikten                   |
| Trioedd Ynys Prydein      | Die Triaden der Insel Britannien               | 13. Jh. | in einigen der angeführten Werke enthalten                                    |
| Brut y Brenhinedd         | Chronik der Könige                             | 13. Jh. | kymrische Bearbeitung der Historia Regum Britanniae des Geoffrey von Monmouth |
| Llyfr Taliesin            | Das Buch Taliesins                             | 14. Jh. | Taliesin-Mythos, Cad Goddeu, Preiddeu Annwfn                                  |
| Llyfr Gwyn Rhydderch      | Das Weiße Buch von Rhydderch                   | 14. Jh. | Mabinogion, Kaiser Arthur                                                     |
| Llyfr Coch Hergest        | Das Rote Buch von Hergest                      | 15. Jh. | erweiterter Inhalt von Llyfr Gwyn Rhydderch                                   |
| Llyfr Gwyn Hergest        | Das Weiße Buch von Hergest                     | 15. Jh. | walisische Prosa und Gedichte                                                 |
| Llyfr Aneirin             | Das Buch von Aneirin                           | 1265    | Y Gododdin                                                                    |
| Leabhar Deathan Lios Mòir | Das Buch des Dekans von Lismore                | 16. Jh. | schottisch-gälische Balladen und Gedichte                                     |

## Moderne Themen-Zyklen
Diese Zyklen sind erst in der Neuzeit von der Keltologie als Zusammenfassung von Themenkreisen geschaffen worden. Hierbei sind die Zyklen relativ deutlich voneinander abgegrenzt. Eine Ausnahme bilden jedoch Historischer Zyklus und Mythologischer Zyklus, wo es zu Überschneidungen von Themen kommt.
| Titel                 | Ort    | Inhalt                                                                  |
| --------------------- | ------ | ----------------------------------------------------------------------- |
| Finn-Zyklus           | Irland | Erzählungen um Fionn mac Cumhaill und Cormac mac Airt                   |
| Historischer Zyklus   | Irland | auch Königs-Zyklus, historisch/mythische Erzählungen um berühmte Könige |
| Mythologischer Zyklus | Irland | Erzählungen von mythischen Wesen (Elfen, Feen; sidhe)                   |
| Ulster-Zyklus         | Irland | Erzählungen um Cú Chulainn und Conchobar mac Nessa                      |